# Centrum powiadamiania ratunkowego
Treść tego artykułu od 2022-08 należy opracować w taki sposób, aby nie uwypuklała nadmiernie polskiej specyfiki / aby nie zawężała się tylko do polskich warunków
Dokładniejsze informacje o tym, co należy poprawić, być może znajdują się w dyskusji tego artykułu.
 Po wyeliminowaniu niedoskonałości należy usunąć szablon  z tego artykułu.
Zasugerowano, aby ten artykuł podzielić na różne artykuły – Centrum powiadamiania ratunkowego i System powiadamiania ratunkowego w Polsce
Centrum powiadamiania ratunkowego, CPR (ang. public-safety answering point, PSAP) – jednolity system, który obsługuje zgłoszenia alarmowe kierowane na numer alarmowy 112 umożliwiający przekazanie zgłoszenia alarmowego w celu zaangażowania właściwych służb ratowniczych . W 2017 roku planowano rozpoczęcie przejmowania zgłoszeń kierowanych na numery alarmowe 997, 998 i 999 .
Operatorzy numerów alarmowych odbierają połączenia, następnie przeprowadzają rozmowę w celu uzyskania odpowiednich informacji i drogą elektroniczną przekazują zgłoszenie do służb ratunkowych. Operator otrzymuje automatycznie informacje na temat lokalizacji dzwoniącego; w przypadku zgłoszeń z telefonów komórkowych są to współrzędne geograficzne, numer dzwoniącego oraz imię i nazwisko osoby, na którą telefon jest zarejestrowany (również w przypadku zarejestrowanego numeru na kartę), w przypadku zgłoszeń z telefonów stacjonarnych operator otrzymuje dokładny adres oraz imię i nazwisko osoby, na którą telefon jest zarejestrowany. System powiadamiania ratunkowego pozwala także na identyfikację numerów zastrzeżonych.
Operatorzy mogą szybko rozpoznać zgłoszenia fałszywe, złośliwe lub niezasadne, które stanowią ponad 46% wszystkich połączeń na numer alarmowy 112. Dzięki temu numer alarmowy nie jest blokowany, łatwiej jest dodzwonić się na numer alarmowy i do służb alarmowych docierają tylko zgłoszenia od osób, które naprawdę potrzebują pomocy. Tylko 17% wszystkich zgłoszeń jest zasadnych i zostało przyjętych.
Od 19 listopada 2017 r. kto umyślnie, bez uzasadnionej przyczyny, blokuje telefoniczny numer alarmowy, utrudniając prawidłowe funkcjonowanie centrum powiadamiania ratunkowego, podlega karze aresztu, ograniczenia wolności albo grzywny do 1500 zł.
System działa z zastosowaniem zasady wzajemnej zastępowalności centrów w przypadku technicznej awarii jednego CPR-u lub w razie gdy liczba połączeń przekracza możliwość szybkiej ich obsługi , wtedy system przekierowuje automatycznie zgłoszenie do CPR-u innego województwa.

## Ustanowienie

### Sytuacja prawna w Polsce
Podstawą funkcjonowania systemu powiadamiania ratunkowego jest ustawa z dnia 22 listopada 2013 r. o systemie powiadamiania ratunkowego (Dz.U. z 2021 r. poz. 268), która zaczęła obowiązywać od 1 stycznia 2014 i określa zadania i zasady działania CPR-ów w Polsce.
20 maja 2014 weszło w życie rozporządzenie ministra administracji i cyfryzacji z dnia 28 kwietnia 2014 r. w sprawie organizacji i funkcjonowania centrów powiadamiania ratunkowego (Dz.U. z 2014 r. poz. 574).

### Centra powiadamiania ratunkowego w Polsce
Centra powiadamiania ratunkowego znajdują się w strukturach urzędów wojewódzkich .
Z analiz procesu wdrażania systemu powiadamiania ratunkowego wynika, że po uruchomieniu wszystkich CPR-ów łatwiej jest dodzwonić się na numer alarmowy 112 ze względu na intensywne rozszerzenie zasięgu działania centrów powiadamiania ratunkowego: przed 2012 rokiem tylko 55% zgłoszeń na numer alarmowy 112 było obsługiwane w CPR-ach, od 2013 roku 100% zgłoszeń na numer alarmowy 112 w Polsce zostaje obsłużone w CPR-ach.
Za wprowadzaniem systemu powiadamiania ratunkowego przemawia fakt trzykrotnego skrócenia średniego czasu oczekiwania na odebranie zgłoszenia: centra odbierają połączenia średnio w mniej niż 10 sekund, wcześniej średni czas wynosił 28 sekund oraz dwukrotny wzrost liczby uruchomionych centrów powiadamiania ratunkowego: w 2012 roku funkcjonowało ich tylko 6, obecnie działają już wszystkie 17 centra.
Odnotowane zostało również zwiększenie liczby zgłoszeń na numer alarmowy 112, które mogą być obsługiwane jednocześnie, obsługiwanie zgłoszeń obcojęzycznych oraz ułatwienie lokalizacji osoby dzwoniącej.
W Polsce istnieje 17 centrów powiadamiania ratunkowego, m.st. Warszawa ma swój własny CPR, pozostałe są zlokalizowane po jednym w każdym województwie i swoim zasięgiem obejmują cały kraj. Jako pierwszy w 2009 roku powstał CPR w Krakowie, ostatni CPR ruszył w 2013 roku w Warszawie. CPR w Radomiu jest największym w kraju, 153 etatów, natomiast najmniejszy CPR znajduje się w Gorzowie Wielkopolskim oraz w Opolu, po 36 etatów.
| Lp | Nazwa                                  | Liczba etatów | Ludność   | Powierzchnia [km²] | Miasto lub miejscowość | Województwo         | Kod pocztowy  | Adres                                          | Współrzędne                                                                                 |
| -- | -------------------------------------- | ------------- | --------- | ------------------ | ---------------------- | ------------------- | ------------- | ---------------------------------------------- | ------------------------------------------------------------------------------------------- |
| 1  | CPR w Białymstoku                      | 47            | 1 198 690 | 20 187,02          | Zaścianki              | podlaskie           | 16-030        | ul. Szosa Baranowicka 35                       | 53°07′32,5″N 23°14′42,4″E/53,125694 23,245111                                               |
| 2  | CPR w Bydgoszczy z oddziałem w Toruniu | 74            | 2 096 404 | 17 971,34          | Bydgoszcz Toruń        | kujawsko-pomorskie  | 85-130 87-100 | ul. Grudziądzka 9-15 bud. C ul. Legionów 70-76 | 53°07′12,7″N 17°59′35,9″E/53,120200 17,993300 53°00′46,8″N 18°21′39,2″E/53,013000 18,360900 |
| 3  | CPR w Gdańsku                          | 79            | 2 290 070 | 18 310,34          | Gdańsk                 | pomorskie           | 80-251        | ul. Sosnowa 2                                  | 54°22′39,7″N 18°36′01,4″E/54,377700 18,600400                                               |
| 4  | CPR w Gorzowie Wielkopolskim           | 36            | 1 023 317 | 13 987,89          | Gorzów Wielkopolski    | lubuskie            | 66-400        | ul. Jagiellończyka 8                           | 52°44′20,4″N 15°13′48,7″E/52,739000 15,230200                                               |
| 5  | CPR w Katowicach                       | 140           | 4 615 870 | 12 333,09          | Katowice               | śląskie             | 40-032        | ul. Jagiellońska 25                            | 50°15′12,6″N 19°01′29,6″E/50,253500 19,024900                                               |
| 6  | CPR w Krakowie                         | 105           | 3 354 077 | 15 182,79          | Kraków                 | małopolskie         | 31-156        | ul. Basztowa 22                                | 50°03′55,4″N 19°56′36,2″E/50,065400 19,943400                                               |
| 7  | CPR w Kielcach                         | 46            | 1 273 995 | 11 710,50          | Kielce                 | świętokrzyskie      | 25-516        | al. IX Wieków Kielc 3                          | 50°52′31,8″N 20°37′45,8″E/50,875500 20,629400                                               |
| 8  | CPR w Łodzi                            | 82            | 2 524 651 | 18 218,95          | Łódź                   | łódzkie             | 94-109        | ul. Pienista 71                                | 51°44′07,1″N 19°23′47,0″E/51,735300 19,396400                                               |
| 9  | CPR w Lublinie                         | 72            | 2 165 651 | 25 122,46          | Lublin                 | lubelskie           | 20-704        | ul. Wojciechowska 1                            | 51°14′22,2″N 22°33′19,8″E/51,239500 22,555500                                               |
| 10 | CPR w Olsztynie                        | 70            | 1 450 697 | 24 173,47          | Olsztyn                | warmińsko-mazurskie | 10-045        | ul. Niepodległości 16                          | 53°46′21,4″N 20°28′36,8″E/53,772600 20,476900                                               |
| 11 | CPR w Opolu                            | 36            | 1 010 203 | 9411,87            | Opole                  | opolskie            | 45-233        | ul. Oleska 123                                 | 50°41′06,4″N 17°56′36,2″E/50,685100 17,943400                                               |
| 12 | CPR w Poznaniu                         | 121           | 3 462 196 | 29 826,50          | Poznań                 | wielkopolskie       | 61-477        | ul. Wiśniowa 13a                               | 52°22′26,0″N 16°54′40,3″E/52,373900 16,911200                                               |
| 13 | CPR w Radomiu                          | 153           | 3 569 053 | 35 041,23          | Radom                  | mazowieckie         | 26-600        | ul. Traugutta 57                               | 51°23′57,5″N 21°08′56,4″E/51,399300 21,149000                                               |
| 14 | CPR w Rzeszowie                        | 65            | 2 129 951 | 17 845,76          | Rzeszów                | podkarpackie        | 35-016        | ul. Kazimierza Pułaskiego 1d                   | 50°02′13,9″N 21°59′40,6″E/50,037200 21,994600                                               |
| 15 | CPR w Szczecinie                       | 74            | 1 721 405 | 22 892,48          | Szczecin               | zachodniopomorskie  | 70-502        | ul. Wały Chrobrego 4                           | 53°25′52,7″N 14°33′58,0″E/53,431300 14,566100                                               |
| 16 | CPR w Warszawie                        | 70            | 1 732 707 | 517,24             | Warszawa               | mazowieckie         | 01-170        | ul. Młynarska 43/45                            | 52°14′31,2″N 20°58′11,6″E/52,242000 20,969900                                               |
| 17 | CPR we Wrocławiu                       | 95            | 2 914 362 | 19 946,74          | Wrocław                | dolnośląskie        | 50-552        | ul. Borowska 138                               | 51°04′54,5″N 17°02′06,4″E/51,081800 17,035100                                               |

## Funkcjonowanie

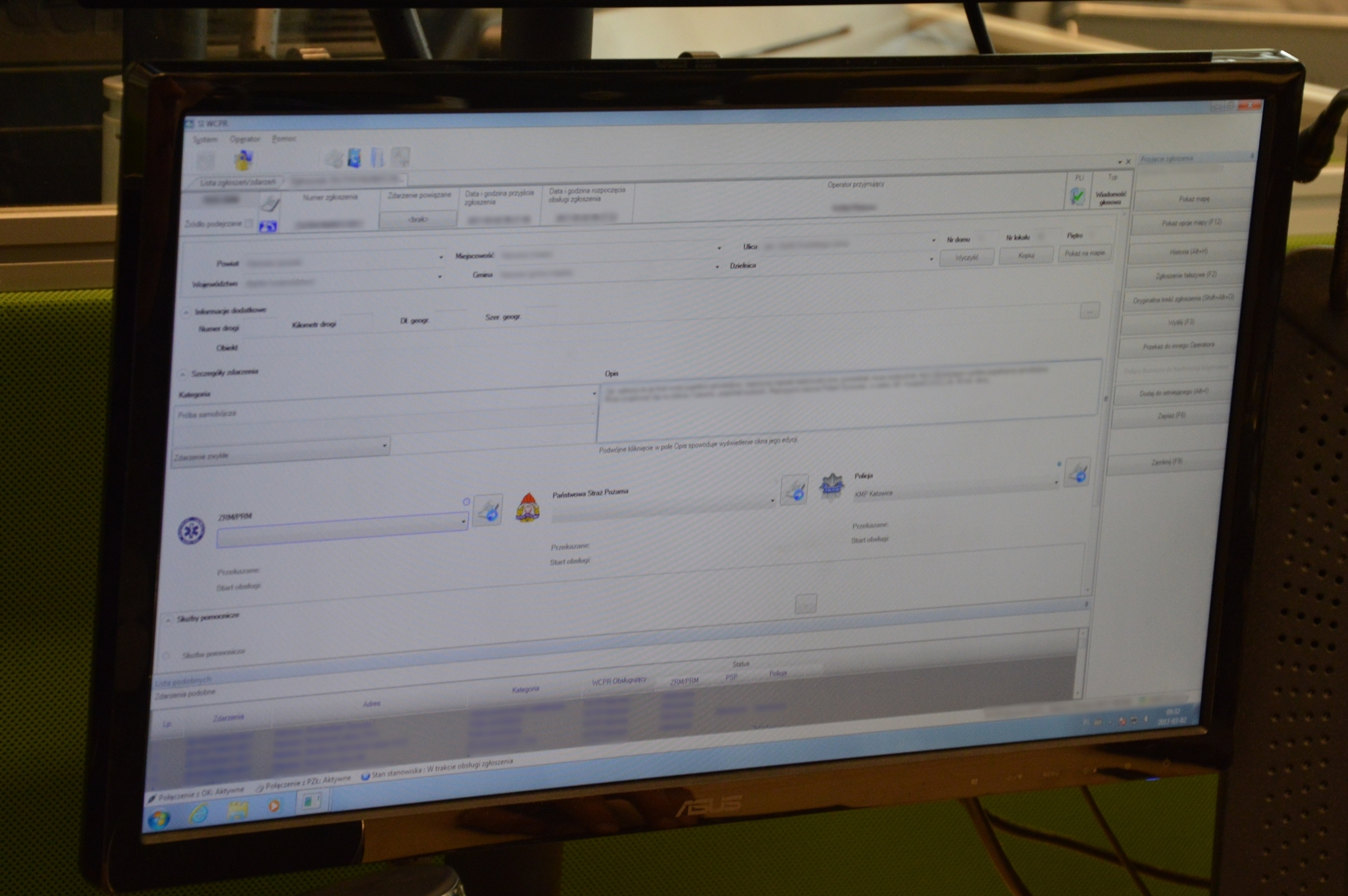
Formatka zawierająca dane osobowe dzwoniącego oraz opis zdarzenia

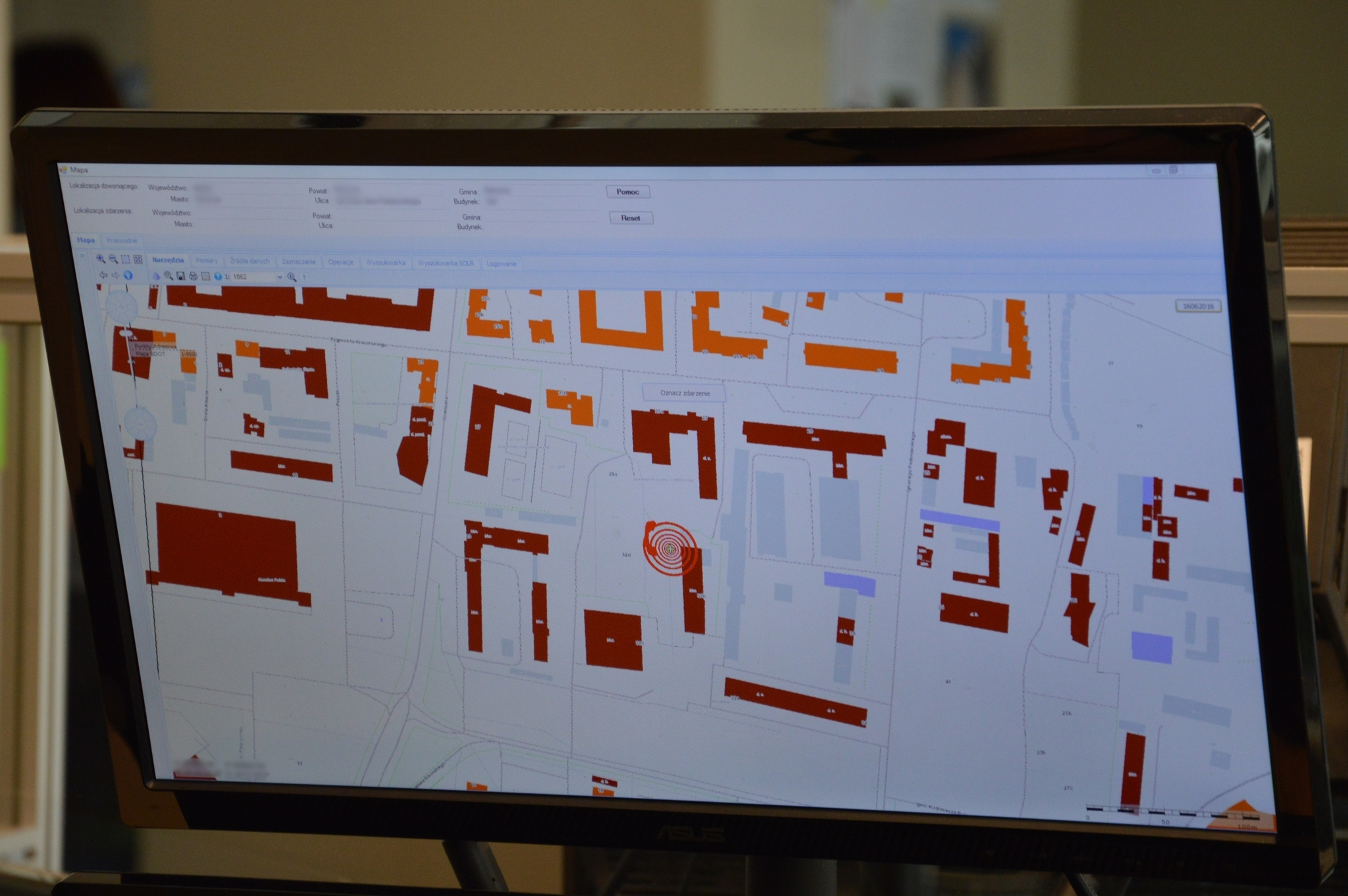
Mapa pokazująca lokalizację zgłaszającego

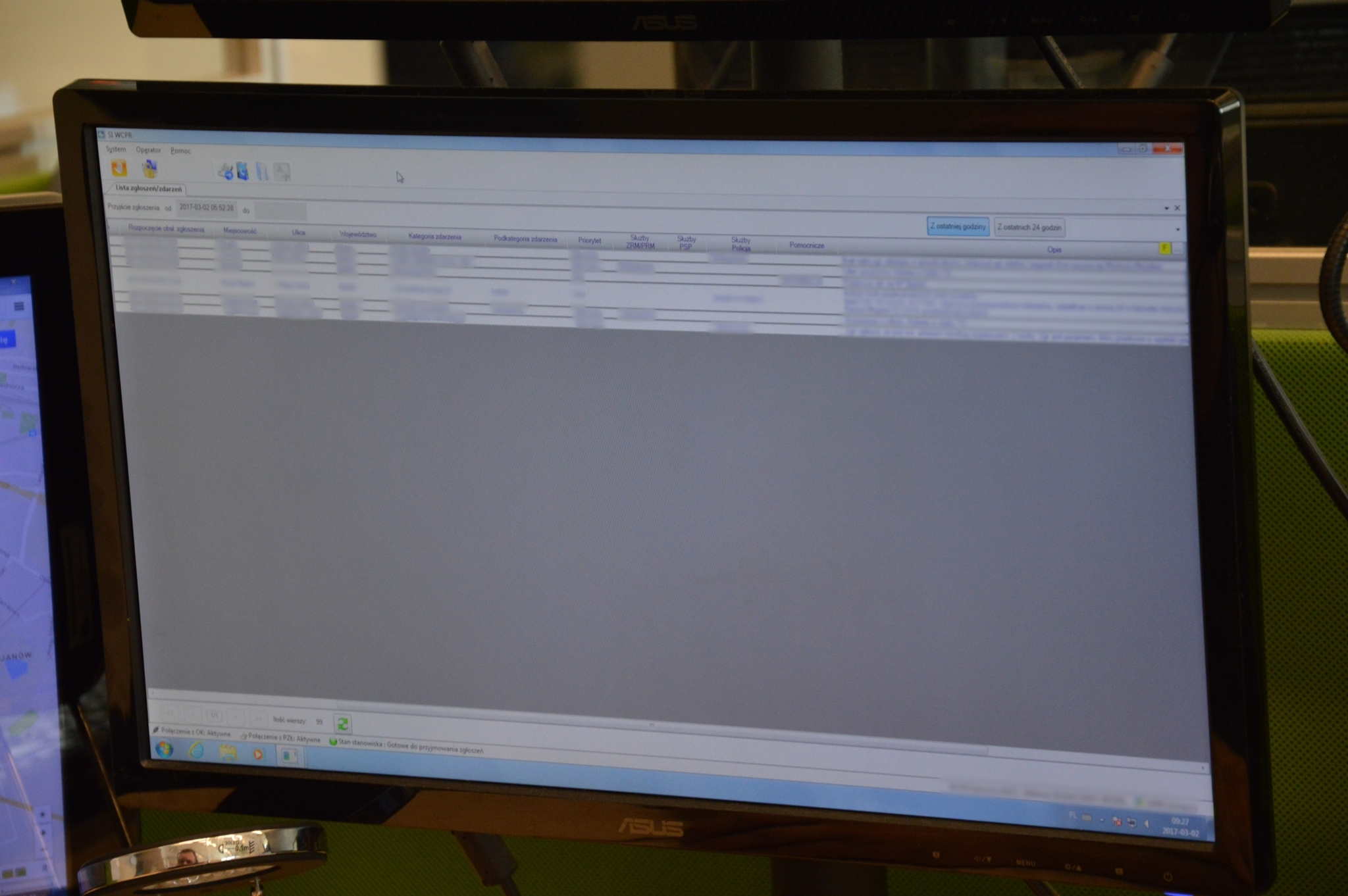
Lista zgłoszeń odebranych przez wszystkich operatorów w danym CPR

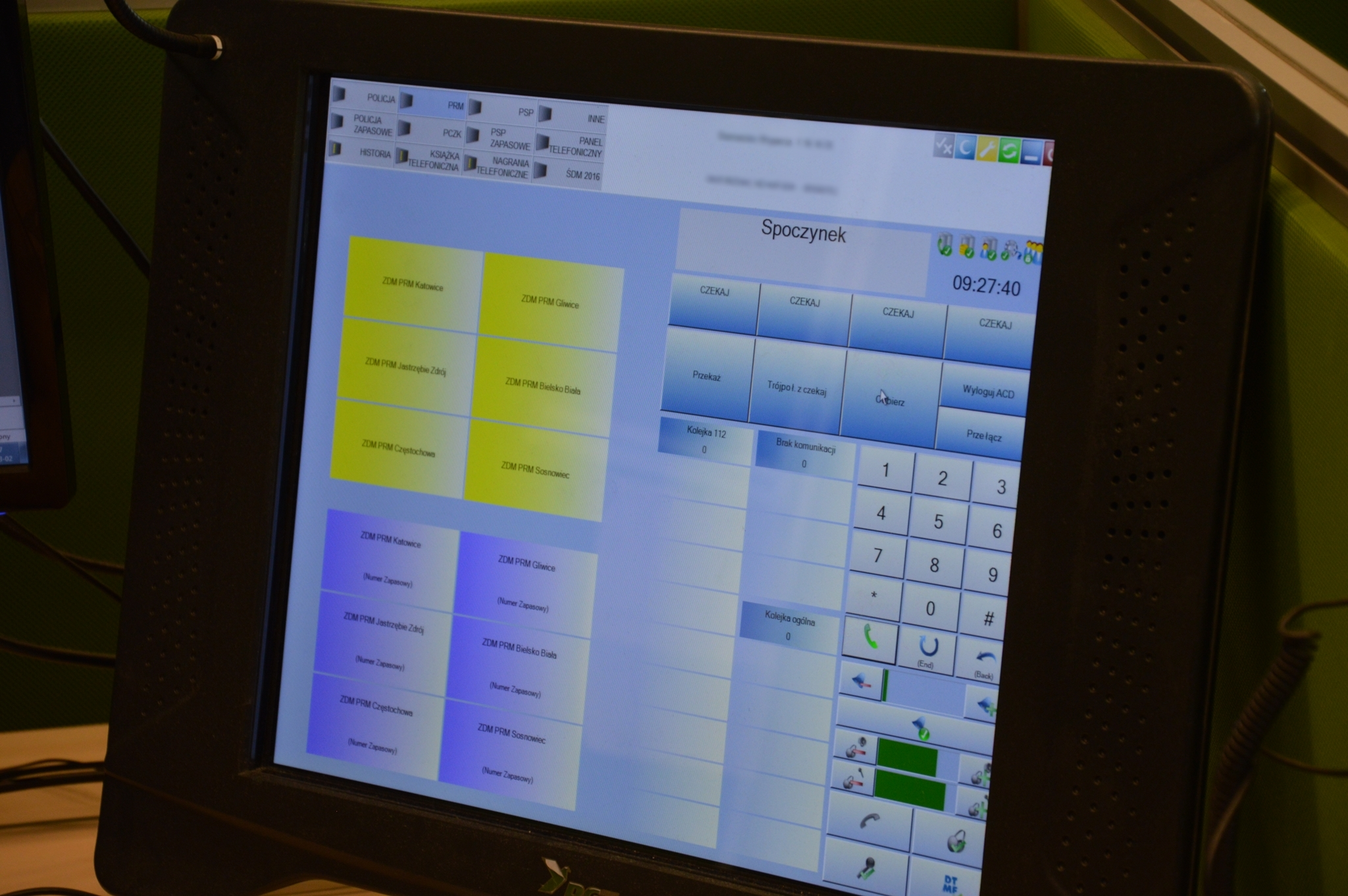
Konsola operatorska pozwalająca odbierać, przekierowywać i rozłączać połączenia

### Odbieranie zgłoszenia
Głównym celem centrum powiadamiania ratunkowego jest obsługa zgłoszeń alarmowych, po odebraniu zgłoszenia alarmowego CPR powiązuje zgłoszenie alarmowe z danymi teleadresowymi miejsca zgłoszenia oraz jego pozycji geograficznej .
Operator CPR-u automatycznie otrzymuje mapę, na której zaznaczone jest miejsce zdarzenia, udzielenie pomocy jest więc ułatwione w sytuacji, gdy osoba potrzebująca pomocy nie wie, gdzie się znajduje.
Po zlokalizowaniu zdarzenia, operator CPR-u wybiera odpowiednią grupę podmiotów, do których zostanie skierowane zgłoszenie alarmowe (tj. Policja, Państwowa Straż Pożarna lub Państwowe Ratownictwo Medyczne) .
Dochodzi wtedy do przekazania zgromadzonych danych drogą elektroniczną, a w uzasadnionych przypadkach (tj. gdy potrzebna jest natychmiastowa pomoc medyczna) przekierowuje połączenie telefoniczne . Systemy powiadamiania ratunkowego umożliwiają wymianę informacji o zgłoszeniu drogą elektroniczną z wykorzystaniem formatki, co skróci jeszcze bardziej czas obsługi całego zgłoszenia.
Ostatnie, ale nie mniej ważne zadanie CPR-ów to wymiana danych o zgłoszeniu alarmowym przetwarzanych w systemie teleinformatycznym z Policją, Państwową Strażą Pożarną lub dysponentami zespołów Państwowego Ratownictwa Medycznego .

#### Zgłoszenie poprzez SMS lub eCall
Dostawca usług telefonicznych zapewnia korzystanie z aparatów publicznych do bezpłatnego połączenia z numerami alarmowymi i kierowanie połączeń telefonicznych do numerów alarmowych 112, 997, 998 i 999 do właściwego terytorialnie centrum powiadamiania ratunkowego oraz połączeń do innych numerów alarmowych do właściwych terytorialnie jednostek służb do niesienia pomocy .
Dostawca usług telefonicznych gwarantuje także kierowanie zgłoszeń alarmowych za pośrednictwem nowych sposobów komunikacji takich jak SMS i eCall (samochodowy system informujący o wypadku) do numeru alarmowego 112 .

### Dysponowanie zasobami ratowniczymi
Połączenie i wymiana danych między systemami są realizowane przez interfejs komunikacyjny, który zapewnia wzajemne przekazywanie zgromadzonych danych dotyczących treści zgłoszenia alarmowego, w tym danych osoby zgłaszającej i innych osób, których dotyczy zgłoszenie, oraz nagrań rozmów telefonicznych .
Interfejs pozwala też rozdysponowywać połączenia telefoniczne związane z obsługą zgłoszeń alarmowych, informacje o statusach zgłoszeń alarmowych i komunikaty o zakończeniu działań ratowniczych .
Centrum powiadamiania ratunkowego potwierdza przyjęcie zgłoszenia alarmowego przez systemy teleinformatyczne Policji, Państwowej Straży Pożarnej oraz dysponentów zespołów Państwowego Ratownictwa Medycznego .
Operator CPR-u konfirmuje odebranie zgłoszenia alarmowego i przekazanie zgłoszenia do odpowiednich służb .

### Archiwizacja zgłoszenia
Centrum powiadamiania ratunkowego przechowuje przez 3 lata dane dotyczące treści zgłoszeń alarmowych, w tym nagrania rozmów telefonicznych obejmujących całość zgłoszenia alarmowego, danych osób zgłaszających i innych osób wskazanych w trakcie przyjmowania zgłoszenia, informacji o miejscu zdarzenia i jego rodzaju oraz skróconego opisu zdarzenia .

### Zbieranie statystyk
Centrum powiadamiania ratunkowego wykonuje analizy związane z funkcjonowaniem systemu na obszarze obsługiwanym przez centrum oraz tworzy statystyki w zakresie liczby, rodzaju oraz czasów realizacji zgłoszeń alarmowych .
Centrum powiadamiania ratunkowego współpracuje, wymienia informacje i dane na potrzeby analiz z Policją, Państwową Strażą Pożarną, dysponentami zespołów Państwowego Ratownictwa Medycznego i pracowników centrów zarządzania kryzysowego .

#### Statystyki dotyczące funkcjonowania CPR-ów w Polsce
Z danych zebranych przez Ministerstwo Administracji i Cyfryzacji wynika, że w 2016 roku operatorzy numerów alarmowych łącznie odebrali 19 482 287 zgłoszeń; średnio 1 623 524 połączeń miesięcznie w całej Polsce, 95 501 miesięcznie w każdym centrum powiadamiania ratunkowego.
Spośród wszystkich połączeń przychodzących do centrów powiadamiania ratunkowego w 6 644 424 przypadkach (ponad 34%) zgłaszający przerwał rozmowę przed przyjęciem zgłoszenia przez operatora numerów alarmowych (najprawdopodobniej w celu przetestowania telefonu czy zasięgu), a w 9 084 595 przypadkach (ponad 46%) były to połączenia fałszywe, złośliwe lub niezasadne (informacje o tych zgłoszeniach nie zostały przekazane podmiotom ratowniczym).
Najwięcej procentowo zgłoszeń fałszywych, złośliwych i niezasadnych w skali wszystkich zgłoszeń kierowanych na numer alarmowy 112 w 2016 roku odnotowano w CPR w Radomiu (ponad 10%), najmniej w CPR w Opolu (mniej niż 3%).
Najwięcej zgłoszeń fałszywych, złośliwych i niezasadnych kierowanych na numer alarmowy 112 odbieranych jest w godzinach porannych i popołudniowych; najmniej w nocy.

### Operatorzy
Każdy operator numerów alarmowych obsługuje zgłoszenia według takiej samej procedury. Operatorem może być osoba, która posiada co najmniej średnie wykształcenie i posługuje się co najmniej jednym językiem obcym w stopniu komunikatywnym , co umożliwia obsługę zgłoszeń kierowanych przez cudzoziemców. Operatorzy władają 14 językami obcymi.
Aby zostać operatorem, niezbędne jest ukończenie szkolenia operatorów numerów alarmowych i zdanie egzaminu zarówno z części teoretycznej i praktycznej . Operator musi posiadać ważny certyfikat operatora numerów alarmowych . Operatorzy pracują w 12-godzinnym systemie pracy. Maksymalna liczba operatorów numerów alarmowych zatrudnionych w CPR-ach wynosi 1365 osób, pod koniec 2016 roku pracowało ich 1240.

### Sprzęt
Operatorzy odbierają połączenia poprzez nagłowny zestaw słuchawkowy i pracują przy konsoli operatorskiej oraz dwóch monitorach. Konsola operatorska to ekran dotykowy, na którym zainstalowany jest system obsługi technicznej zgłoszenia, który pozwala łączyć się z systemem powiadamiania ratunkowego, sprawdzać historie zgłoszeń, przekazywać, zawieszać i rozłączać połączenia. Pierwszy monitor podłączony jest do komputera poprzez zainstalowane środowisko do obsługi zgłoszenia które pozwala na uzupełnienie formatki która zawiera między innymi dane osobowe i położenie geograficzne dzwoniącego. Drugi monitor wyświetla moduł mapowy i daje możliwość korzystania z dodatkowych map.

### Finansowanie
Maksymalny budżet państwa w zakresie systemu powiadamiania ratunkowego wynosi 783 982 887 PLN, w tym:
- „System Informatyczny Powiadamiania Ratunkowego”: 190 000 000 PLN[24]
- „Ogólnopolska Sieć Teleinformatyczna 112”: 160 000 000 PLN[25]
- „Platforma Lokalizacyjno-Informacyjna z Centralną Bazą Danych”: 19 441 214 PLN[26]
- „Platforma Lokalizacyjno-Informacyjna z Centralną Bazą Danych 2”: 15 000 000 PLN[27]

#### SIPR
Aby obsługa zgłoszeń na numer alarmowy 112 była szybka niezbędne będzie stworzenie jednolitego Systemu Informatycznego Powiadamiania Ratunkowego (SIPR), który pozwoli na zintegrowanie służb dyżurnych powołanych do niesienia pomocy. Centrum Projektów Informatycznych pracuje nad przyjęciem rozwiązania teleinformatycznego, które zwiększy efektywności i skuteczność działania numeru alarmowego 112. W ramach projektu SIPR budowana jest ogólnokrajowa platforma służąca do obsługi zgłoszeń alarmowych na potrzeby funkcjonowania Centrów Powiadamiania Ratunkowego. Wdrożone rozwiązanie ujednolici proces zgłoszenia zdarzenia na numer alarmowy 112. Informacja o zagrożeniu trafi do operatora numerów alarmowych, który wprowadzi zgłoszenie do systemu OST 112 i powiadomi właściwe służby do niesienia pomocy.

#### OST 112
Na potrzeby obsługi numeru alarmowego 112 Centrum Projektów Informatycznych uruchomiło Ogólnopolską Sieć Teleinformatyczną 112 (OST 112). Dzięki działaniom przeprowadzonym w ramach projektu OST 112 powstała nowa infrastruktura komunikacyjna, niezbędna do sprawnej obsługi telefonów na numer alarmowy 112 oraz potrzebna do komunikacji pomiędzy służbami odpowiedzialnymi za niesienie pomocy. Sieć teleinformatyczna zbudowana jest na szybkich łączach światłowodowych. Sieć wykonano w technologii IP/MPLS, cechy te pozwalają na skrócenie czasu do przesyłania danych pomiędzy lokalizacjami podmiotów systemu powiadamiania ratunkowego.

#### PLI CBD
W celu stworzenia i utrzymania połączenia pomiędzy Platformą Lokalizacyjno-Informacyjną z Centralną Bazą Danych Urzędu Komunikacji Elektronicznej oraz aby zagwarantować sprawną wymianę informacji pomiędzy istniejącymi jednostkami systemowymi sieci telefonicznej w Polsce uruchomiono Platformę Lokalizacyjno-Informacyjną z Centralną Bazą Danych (PLI CBD). System ten umożliwia szybkie zlokalizowanie miejsca, z którego wykonano połączenie na numer alarmowy 112 i skraca czas szybkiego reagowania służb zobowiązanych do niesienia pomocy. Według danych Ministerstwa Administracji i Cyfryzacji średnio w ciągu miesiąca w bazach danych PLI CBD notuje się po 4 miliony informacji lokalizacyjnych, czyli ok. 4 na sekundę. Dany interfejs wspomaga przekazanie kompletnej informacji o lokalizacji instalacji terminali końcowych obsługujących danych abonentów. Przekaz owych danych następuje automatycznie dzięki zestawieniu tunel IPsec do systemu PLI CBD UKE w wyznaczonym czasie.

#### PLI CBD 2
Projekt PLI CBD 2 ma na celu rozbudowę zarządzanego przez UKE systemu PLI CBD.